# Паратико
Паратико (итал. Paratico) је насеље у Италији у округу Бреша, региону Ломбардија.
Према процени из 2011. у насељу је живело 4365 становника. Насеље се налази на надморској висини од 224 м.

## Становништво
Према резултатима пописа становништва 2011. у општини је живело 4.464 становника.
| 1951. | 1961. | 1971. | 1981. | 1991. | 2001. | 2011. |
| ----- | ----- | ----- | ----- | ----- | ----- | ----- |
| 2.358 | 2.509 | 2.757 | 2.933 | 3.265 | 3.445 | 4.464 |